# Ilustres ignorantes
Ilustres ignorantes es un programa de televisión español presentado por Javier Coronas, junto con sus colaboradores habituales Javier Cansado y Pepe Colubi. El programa empezó a emitirse el 1 de noviembre de 2008, a través del antiguo canal de pago Canal+ de forma bimensual, hasta el 2 de abril de 2016. Desde el 29 de abril de 2016 se emite en la plataforma Movistar+ por el canal #0 de forma semanal. Las dos primeras temporadas se grabaron en Villaverde, a partir de la tercera temporada el programa se grababa habitualmente en la sala Galileo Galilei de Madrid, aunque la ubicación ha sido distinta en algunas ocasiones y desde enero de 2016 se empezó a grabar en el Teatro Calderón (Madrid).
En cada programa, se presenta a dos invitados (cuatro, en caso de los episodios especiales, uno durante la primavera de 2020, debido a las medidas por la pandemia de COVID-19). El presentador introduce un tema con un fragmento de una serie o de una película que sirva de ejemplo sobre lo que se debatirá en el programa y, a continuación, se realiza una serie de preguntas en torno al tema que se debate. Seguidamente, el presentador realiza preguntas con respuestas cortas y, para finalizar, se realiza una sola ronda de preguntas que miden los conocimientos tanto de los colaboradores como de los invitados.
Este programa ganó el Premio Ondas a Mejor Programa de Entretenimiento en 2014.

## Presentadores sustitutos
| Pepín Tre      | 21, 22 |               |  |
| Raúl Cimas     | 23, 24 |               |  |
| Berto Romero   | 25, 26 |               |  |
| David Broncano | 27, 28 |               |  |
| Eva Soriano    |        | 9, 10, 11, 12 |  |

En febrero de 2021, Javier Cansado se ausenta temporalmente del programa por estar ingresado por COVID y es sustituido por diferentes cómicos y amigos durante ocho programas (del 21 al 28) correspondientes a la temporada 14.
En noviembre de 2022, la humorista y presentadora Eva Soriano sustituye a Pepe Colubi durante cuatro programas (del 9 al 12) correspondientes a la temporada 16.

## Invitado colaborador
| Invitado colaborador |                |                                  |                                          |                                          |            |
| Invitado colaborador | Temporadas     | Temporadas                       | Temporadas                               | Temporadas                               | Temporadas |
| Invitado colaborador | 15             | 16                               | 17                                       | 18                                       | 19         |
| -------------------- | -------------- | -------------------------------- | ---------------------------------------- | ---------------------------------------- | ---------- |
| Raúl Pérez           | 27, 31, 35, 40 | 1, 6, 10, 16, 24, 28, 32, 34, 39 | 3, 6, 10, 14, 20, 24, 27, 31, 33, 36, 41 | 3, 6, 11, 14, 16, 20, 25, 29, 33, 37, 41 |            |

En marzo de 2022, el humorista e imitador Raúl Pérez se incorpora como colaborador del programa
para imitar a diferentes famosos como si fueran invitados.

## Temporadas
| Temporada | Temporada | Episodios | Primera emisión | Última emisión |
| --------- | --------- | --------- | --------------- | -------------- |
|           | 1         | 9         | 01.11.2008      | 18.03.2009     |
|           | 2         | 19        | 19.09.2009      | 23.07.2010     |
|           | 3         | 21        | 08.09.2010      | 22.06.2011     |
|           | 4         | 21        | 02.11.2011      | 18.04.2012     |
|           | 5         | 21        | 31.10.2012      | 20.04.2013     |
|           | 6         | 21        | 01.11.2013      | 11.04.2014     |
|           | 7         | 21        | 31.10.2014      | 10.04.2015     |
|           | 8         | 20        | 30.10.2015      | 02.04.2016     |
|           | 9         | 20        | 29.04.2016      | 10.09.2016     |
|           | 10        | 38        | 13.09.2016      | 27.06.2017     |
|           | 11        | 41        | 12.09.2017      | 17.07.2018     |
|           | 12        | 40        | 11.09.2018      | 02.07.2019     |
|           | 13        | 40        | 10.09.2019      | 07.07.2020     |
|           | 14        | 40        | 15.09.2020      | 06.07.2021     |
|           | 15        | 40        | 14.09.2021      | 05.07.2022     |
|           | 16        | 39        | 13.09.2022      | 04.07.2023     |
|           | 17        | 41        | 12.09.2023      | 09.07.2024     |
|           | 18        | 41        | 10.09.2024      | 01.07.2025     |
|           | 19        | 41        | 00.09.2025      | 00.07.2026     |

## Episodios

### Temporada 1 (2008-2009)
| Núm. | Fecha de emisión        | Título                     | Invitados                                                   |
| ---- | ----------------------- | -------------------------- | ----------------------------------------------------------- |
| 1    | 1 de noviembre de 2008  | Leyendas urbanas           | Florenci Rey Juan Carlos Ortega                             |
| 2    | 15 de noviembre de 2008 | La televisión              | Gonzalo de Castro Ricardo Castella                          |
| 3    | 29 de noviembre de 2008 | Con la música a otra parte | Juanma López Iturriaga Julián López                         |
| 4    | 13 de diciembre de 2008 | Cosas de pareja            | Nuria Roca Llum Barrera                                     |
| 5    | 21 de enero de 2009     | La religión                | Ramón Arangüena Antonio Muñoz de Mesa                       |
| 6    | 4 de febrero de 2009    | Cultura de bar             | José Luis Cuerda Iñigo Espinosa (Especialistas Secundarios) |
| 7    | 18 de febrero de 2009   | Gastronomía                | José Antonio Labordeta El Gran Wyoming                      |
| 8    | 4 de marzo de 2009      | Con la muerte hemos topado | Ana García Siñeriz Joaquín Reyes                            |
| 9    | 18 de marzo de 2009     | Mundo animal               | Pepín Tre Lorena Berdún                                     |

### Temporada 2 (2009-2010)
| Núm. | Fecha de emisión         | Título                   | Invitados                                                                           |
| ---- | ------------------------ | ------------------------ | ----------------------------------------------------------------------------------- |
| 1    | 19 de septiembre de 2009 | Cultura de culturas      | Ana Morgade Julián Hernández                                                        |
| 2    | 16 de octubre de 2009    | El séptimo arte          | Isaías Lafuente Florentino Fernández                                                |
| 3    | 30 de octubre de 2009    | Curiosidades médicas     | Sandra Uve Héctor de Miguel 'Quequé'                                                |
| 4    | 13 de noviembre de 2009  | Mi rollo es el rock      | Raúl Cimas Miguel Ángel Lamata                                                      |
| 5    | 27 de noviembre de 2009  | El bodorrio              | Carolina Ferre Eva Hache                                                            |
| 6    | 11 de diciembre de 2009  | Sexo animal              | Pepín Tre Marta Reyero                                                              |
| 7    | 24 de diciembre de 2009  | Especial La Navidad      | Ernesto Sevilla Dani Mateo                                                          |
| 8    | 15 de enero de 2010      | Los juguetes             | Luis García Montero Juan Ibáñez                                                     |
| 9    | 29 de enero de 2010      | Miedo                    | Fernando Tejero David Broncano                                                      |
| 10   | 12 de febrero de 2010    | El futuro                | Fernando Gil Pepe Viyuela                                                           |
| 11   | 26 de febrero de 2010    | Cosas de casa            | Cristina Teva (La Script) Javier Hernáez Escaño «Naneh» (Especialistas Secundarios) |
| 12   | 12 de marzo de 2010      | La familia               | Carlos Chamarro Daniel Niño                                                         |
| 13   | 26 de marzo de 2010      | El cortejo               | D’Noe Lamiss Dani Rovira                                                            |
| 14   | 9 de abril de 2010       | El comportamiento humano | Javier Cámara Ángel Martín                                                          |
| 15   | 23 de abril de 2010      | El cine porno            | Melani Olivares Edu Soto                                                            |
| 16   | 7 de mayo de 2010        | El amor                  | Zahara Armand (Especialistas Secundarios)                                           |
| 17   | 21 de mayo de 2010       | Naturaleza curiosa       | Carlos Hipólito David Fernández                                                     |
| 18   | 18 de junio de 2010      | Vacaciones de verano     | Beatriz Montañez Carlos Areces                                                      |
| 19   | 23 de julio de 2010      | Series de televisión     | José Corbacho Juan Cruz                                                             |

### Temporada 3 (2010-2011)
| Núm. | Fecha de emisión         | Título                 | Invitados                                                   |
| ---- | ------------------------ | ---------------------- | ----------------------------------------------------------- |
| 1    | 8 de septiembre de 2010  | La crisis              | Riki López Cristina Urgel                                   |
| 2    | 15 de septiembre de 2010 | Amistades              | Toni Soler Pepa Aniorte                                     |
| 3    | 29 de septiembre de 2010 | El fútbol              | Álex O'Dogherty Dani Martínez                               |
| 4    | 20 de octubre de 2010    | La edad del pavo       | María Morales Juanjo Pardo                                  |
| 5    | 3 de noviembre de 2010   | Inventos e inventores  | Muchachito Bombo Infierno Xavi Puig (El Mundo Today)        |
| 6    | 17 de noviembre de 2010  | Los viajes             | Álex Angulo Gonzo                                           |
| 7    | 24 de noviembre de 2010  | España cañí            | Pepa Rus Javi Giménez (Crackòvia)                           |
| 8    | 22 de diciembre de 2010  | La risa                | Pepín Tre Mariola Urrea                                     |
| 9    | 19 de enero de 2011      | La edad de oro         | Borja Cobeaga Toni Martínez (periodista)                    |
| 10   | 26 de enero de 2011      | Los sueños             | David Trueba Antonio Castelo                                |
| 11   | 2 de febrero de 2011     | Los años 80            | Tomasito Goyo Jiménez                                       |
| 12   | 16 de febrero de 2011    | El cuerpo humano       | Tonino Don Mauro                                            |
| 13   | 2 de marzo de 2011       | Dibujos animados       | Daniel Sánchez Arévalo Iñaki Urrutia                        |
| 14   | 16 de marzo de 2011      | El deporte             | Kiko Veneno David Guapo                                     |
| 15   | 30 de marzo de 2011      | Los superhéroes        | Frank Blanco Isidro Montalvo (Atrévete (programa de radio)) |
| 16   | 13 de abril de 2011      | La fama                | Manuela Vellés Eugeni Alemany                               |
| 17   | 27 de abril de 2011      | La circulación         | Miguel Martín (Caiga quien caiga (España)) Paco Nadal       |
| 18   | 11 de mayo de 2011       | La mentira             | Jordi Évole Enrique Villarreal «El Drogas»                  |
| 19   | 25 de mayo de 2011       | Fenómenos paranormales | Xosé Castro Raquel Martos                                   |
| 20   | 8 de junio de 2011       | La publicidad          | Marisol Galdón Pedro Reyes                                  |
| 21   | 22 de junio de 2011      | Edición verano         | Recopilación de los mejores momentos de la temporada        |

### Temporada 4 (2011-2012)
| Núm. | Fecha de emisión        | Título                | Invitados                                            |
| ---- | ----------------------- | --------------------- | ---------------------------------------------------- |
| 1    | 2 de noviembre de 2011  | Mi primera vez        | Montserrat Domínguez Pepín Tre                       |
| 2    | 9 de noviembre de 2011  | La felicidad          | Olga Román Joaquín Reyes                             |
| 3    | 16 de noviembre de 2011 | La democracia         | Arantxa Mateos (periodista) Ricardo Castella         |
| 4    | 23 de noviembre de 2011 | La mente humana       | Darío Adanti Ana Morgade                             |
| 5    | 30 de noviembre de 2011 | La suerte             | Toni Clapés David Fernández                          |
| 6    | 7 de diciembre de 2011  | Relaciones sociales   | Roberto Sánchez Berto Romero                         |
| 7    | 14 de diciembre de 2011 | Medicamentos          | Raúl Arévalo Juan Carlos Ortega                      |
| 8    | 18 de enero de 2012     | La fiesta             | Florentino Fernández El Chojin                       |
| 9    | 25 de enero de 2012     | Ponerse en forma      | Eva Mor (escritora y guionista) Dani Rovira          |
| 10   | 1 de febrero de 2012    | La cárcel             | Álvaro Carmona Álex de la Iglesia                    |
| 11   | 8 de febrero de 2012    | Hacerse de mayo der   | Ramón Arangüena Armand (Especialistas Secundarios)   |
| 12   | 15 de febrero de 2012   | El curro              | Eva Hache Miguel Ángel Hernando «Lichis»             |
| 13   | 22 de febrero de 2012   | Volando voy           | Beatriz Rico Raúl Cimas                              |
| 14   | 29 de febrero de 2012   | La infancia           | Rodrigo Cortés Paco Calavera                         |
| 15   | 7 de marzo de 2012      | Mundo rural           | Tom Fernández Raúl Gómez                             |
| 16   | 14 de marzo de 2012     | Los hospitales        | La Terremoto de Alcorcón Carolina Ferre              |
| 17   | 21 de marzo de 2012     | La comida             | Agustín Jiménez Pedro Vera                           |
| 18   | 28 de marzo de 2012     | El tiempo cronológico | Mikel López Iturriaga José Mota                      |
| 19   | 4 de abril de 2012      | La moda               | Jorge Garbajosa Héctor de Miguel 'Quequé'            |
| 20   | 11 de abril de 2012     | El ejército           | Ana García Siñeriz Julián López                      |
| 21   | 18 de abril de 2012     | Especial de verano    | Recopilación de los mejores momentos de la temporada |

### Temporada 5 (2012-2013)
| Núm. | Fecha de emisión        | Título                           | Invitados                                                           |
| ---- | ----------------------- | -------------------------------- | ------------------------------------------------------------------- |
| 1    | 31 de octubre de 2012   | El arte                          | Pepín Tre Antonio de la Torre                                       |
| 2    | 7 de noviembre de 2012  | La rivalidad                     | Antonio Muñoz de Mesa Daniel Niño                                   |
| 3    | 14 de noviembre de 2012 | Con el clero hemos topado        | Javier Gallego David Broncano                                       |
| 4    | 21 de noviembre de 2012 | La madre que me parió            | Florentino Fernández Raúl Ruiz                                      |
| 5    | 28 de noviembre de 2012 | Comercio sexual                  | David Navarro Juanjo Cucalón                                        |
| 6    | 5 de diciembre de 2012  | Vivir al límite                  | Flipy Marisol Aznar                                                 |
| 7    | 12 de diciembre de 2012 | Hacer el ridículo                | Txabi Franquesa Marta Hazas                                         |
| 8    | 19 de diciembre de 2012 | Especial Navidad (V Aniversario) | Héctor de Miguel 'Quequé' David Fernández Ángel Martín Berto Romero |
| 9    | 16 de enero de 2013     | El lenguaje                      | Pablo Chiapella Carlos Iglesias                                     |
| 10   | 23 de enero de 2013     | Hacer el mal                     | Llum Barrera Iñigo Espinosa (Especialistas Secundarios)             |
| 11   | 30 de enero de 2013     | La broma                         | Kike García (El Mundo Today) Paco León                              |
| 12   | 6 de febrero de 2013    | La convivencia                   | Ignatius Farray Minerva Piquero                                     |
| 13   | 13 de febrero de 2013   | La vista                         | Raúl Pérez José Luis Gil                                            |
| 14   | 20 de febrero de 2013   | Lo prohibido                     | Millán Salcedo Lorena Castell                                       |
| 15   | 27 de febrero de 2013   | Enamorarse                       | Cristina Lasvignes Sergio Pazos                                     |
| 16   | 6 de marzo de 2013      | La autoestima                    | Paula Vázquez J. J. Vaquero                                         |
| 17   | 13 de marzo de 2013     | La noche                         | Manuel Burque Vicenta Ndongo                                        |
| 18   | 20 de marzo de 2013     | El fracaso                       | Sergi Mas Miguel Ríos                                               |
| 19   | 27 de marzo de 2013     | La última vez                    | Luis Álvaro Noemí de Miguel                                         |
| 20   | 3 de abril de 2013      | El liderazgo                     | Hovik Keuchkerian Mario Vaquerizo                                   |
| 21   | 20 de abril de 2013     | Resumen de la temporada 5        | Recopilación de los mejores momentos de la temporada                |

### Temporada 6 (2013-2014)
| Núm. | Fecha de emisión        | Título                  | Invitados                                                                                |
| ---- | ----------------------- | ----------------------- | ---------------------------------------------------------------------------------------- |
| 1    | 1 de noviembre de 2013  | La protesta             | Pepín Tre José María Izquierdo (periodista)                                              |
| 2    | 8 de noviembre de 2013  | La creatividad          | Moncho Alpuente El Yuyu                                                                  |
| 3    | 15 de noviembre de 2013 | La nostalgia            | Iñaki Miramón Jorge Asín                                                                 |
| 4    | 22 de noviembre de 2013 | El cambio               | Carlos Marañón (Cinemanía) Elena Martín                                                  |
| 5    | 29 de noviembre de 2013 | Adictos a las series    | Alberto Chicote Jorge Ponce                                                              |
| 6    | 6 de diciembre de 2013  | Fenómeno Fan            | David Cantero David Perdomo                                                              |
| 7    | 13 de diciembre de 2013 | El robo                 | Antonio Pagudo Miguel Noguera                                                            |
| 8    | 20 de diciembre de 2013 | Mirando atrás           | Ana Morgade Juanra Bonet Raúl Cimas Julián López                                         |
| 9    | 17 de enero de 2014     | Las apariencias         | José Luis Cuerda Alberto Casado                                                          |
| 10   | 24 de enero de 2014     | El vicio                | Cristina Peña El Monaguillo                                                              |
| 11   | 31 de enero de 2014     | La envidia              | Juanma López Iturriaga Rober Bodegas                                                     |
| 12   | 7 de febrero de 2014    | La sorpresa             | Marta Belenguer Arturo González-Campos                                                   |
| 13   | 14 de febrero de 2014   | Todo a 100              | Pepín Tre El Monaguillo Dani Rovira Raúl Cimas David Broncano                            |
| 14   | 21 de febrero de 2014   | La libertad             | Iñaki de la Torre (periodista) Javier Hernáez Escaño «Naneh» (Especialistas Secundarios) |
| 15   | 28 de febrero de 2014   | El enfado               | Hugo Silva Esteban Navarro                                                               |
| 16   | 7 de marzo de 2014      | El deseo                | Mariló Montero Xavier Daura                                                              |
| 17   | 14 de marzo de 2014     | El poder                | Santiago Díaz (Los Gandules) Antonio Esquivias                                           |
| 18   | 21 de marzo de 2014     | Los secretos            | Roberto Montañes (Los Gandules) Risto Mejide                                             |
| 19   | 28 de marzo de 2014     | Ser padre               | Alberto López Eloy Azorín                                                                |
| 20   | 4 de abril de 2014      | La vergüenza            | Alfonso Sánchez Nacho Vigalondo                                                          |
| 21   | 11 de abril de 2014     | Resumen sexta temporada | Recopilación de los mejores momentos de la temporada                                     |

### Temporada 7 (2014-2015)
| Núm. | Fecha de emisión        | Título           | Invitados                                            |
| ---- | ----------------------- | ---------------- | ---------------------------------------------------- |
| 1    | 31 de octubre de 2014   | La locura        | Pepín Tre Josele Santiago                            |
| 2    | 6 de noviembre de 2014  | El escándalo     | Canco Rodríguez Nancho Novo                          |
| 3    | 13 de noviembre de 2014 | La burla         | Iván Ferreiro Diego Peña                             |
| 4    | 20 de noviembre de 2014 | Ser friki        | Lara Álvarez El Chivi                                |
| 5    | 27 de noviembre de 2014 | La soledad       | Emilio Gutiérrez Caba Miguel Iribar                  |
| 6    | 3 de diciembre de 2014  | Ser protagonista | Òscar Dalmau Xavier Deltell                          |
| 7    | 10 de diciembre de 2014 | El rechazo       | Elena Furiase Xosé Antonio Touriñán                  |
| 8    | 17 de diciembre de 2014 | La ilusión       | Oswaldo Digón Mónica Carrillo                        |
| 9    | 16 de enero de 2015     | La pasión        | Dolo Beltrán Andreu Buenafuente                      |
| 10   | 23 de enero de 2015     | El pecado        | Manel Piñero José Antonio Ponseti                    |
| 11   | 30 de enero de 2015     | Ser cutre        | Marta Fernández Pedro Vera                           |
| 12   | 6 de febrero de 2015    | Las habilidades  | Yonyi Arenas Roberto Álvarez                         |
| 13   | 13 de febrero de 2015   | Volver a empezar | Celia Blanco Eduardo Gómez                           |
| 14   | 20 de febrero de 2015   | El dinero        | Leo Bassi Leonor Watling                             |
| 15   | 27 de febrero de 2015   | Fingir           | Albert Pla Daniel Niño                               |
| 16   | 6 de marzo de 2015      | La caja tonta    | Miguel Martín Kalderas (cómico)                      |
| 17   | 13 de marzo de 2015     | La magia         | María Gómez Leo Harlem                               |
| 18   | 20 de marzo de 2015     | El cotilleo      | Carlos Santos Raquel Sastre                          |
| 19   | 27 de marzo de 2015     | La estupidez     | Javier Limón Carlos Latre                            |
| 20   | 3 de abril de 2015      | El verano        | Raúl Massana El Canijo de Jerez                      |
| 21   | 10 de abril de 2015     | Gran Ilustres    | Recopilación de los mejores momentos de la temporada |

### Temporada 8 (2015-2016)
| Núm. | Fecha de emisión        | Título                   | Invitados                                  |
| ---- | ----------------------- | ------------------------ | ------------------------------------------ |
| 1    | 30 de octubre de 2015   | La ignorancia            | Pepín Tre Jorge Bosch                      |
| 2    | 5 de noviembre de 2015  | El arrepentimiento       | Pablo Puyol El Monaguillo                  |
| 3    | 12 de noviembre de 2015 | El consumismo            | Fran Perea Manolo Sarriá                   |
| 4    | 19 de noviembre de 2015 | Las fobias               | Pablo Carbonell Miguel Esteban (humorista) |
| 5    | 26 de noviembre de 2015 | El cuñao                 | Fele Martínez Juan Solo (actor)            |
| 6    | 2 de diciembre de 2015  | Las manías               | Bob Pop Dani Piqueras                      |
| 7    | 9 de diciembre de 2015  | La traición              | Antonio Resines Soledad Mallol             |
| 8    | 16 de diciembre de 2015 | El placer                | Miki Nadal Mamen Mendizábal                |
| 9    | 15 de enero de 2016     | Singles                  | Natalia Mateo Quique Peinado               |
| 10   | 22 de enero de 2016     | Misterios sin resolver   | Estíbaliz Gabilondo Marc Giró              |
| 11   | 29 de enero de 2016     | La chulería              | Álvaro Velasco Pancho Varona               |
| 12   | 5 de febrero de 2016    | Los vecinos              | Juanjo Pardo Pepón Nieto                   |
| 13   | 12 de febrero de 2016   | La aventura              | Miren Ibarguren Secun de la Rosa           |
| 14   | 19 de febrero de 2016   | Los celos                | Daniel Guzmán Diego Arjona                 |
| 15   | 26 de febrero de 2016   | La comunicación          | Raúl Navarro (humorista) Ismael Serrano    |
| 16   | 5 de marzo de 2016      | Las reuniones familiares | Héctor de Miguel 'Quequé' David Broncano   |
| 17   | 12 de marzo de 2016     | Los complejos            | Elisa Matilla Yolanda Ramos                |
| 18   | 19 de marzo de 2016     | El peligro               | J. J. Vaquero Cristina Teva (La Script)    |
| 19   | 26 de marzo de 2016     | La inspiración           | Carmen Ruiz Fernando Colomo                |
| 20   | 2 de abril de 2016      | El humor                 | Fernando Esteso Julián López               |

### Temporada 9 (2016)
| Núm.                               | Fecha de emisión         | Título                               | Invitados                                |
| ---------------------------------- | ------------------------ | ------------------------------------ | ---------------------------------------- |
| 1                                  | 29 de abril de 2016      | Ilustres bajo #0                     | Joaquín Reyes Pepe Rodríguez             |
| 2                                  | 6 de mayo de 2016        | El aburrimiento                      | Alaska Florentino Fernández              |
| 3                                  | 13 de mayo de 2016       | La venganza                          | Ignatius Farray Laura Sánchez            |
| 4                                  | 20 de mayo de 2016       | Los récords                          | Iñaki Urrutia Raúl Cimas                 |
| 5                                  | 27 de mayo de 2016       | La verbena                           | Ana Morgade El Langui                    |
| 6                                  | 3 de junio de 2016       | Los conciertos                       | Bebe Ramón Arangüena                     |
| 7                                  | 10 de junio de 2016      | Redes sociales                       | David Trueba David Fernández             |
| 8                                  | 17 de junio de 2016      | Ser culto                            | Michael Robinson Pepín Tre               |
| 9                                  | 24 de junio de 2016      | El tiempo libre                      | Paco Calavera Eva González               |
| 10                                 | 1 de julio de 2016       | Los suegros                          | Leo Harlem Amaya Valdemoro               |
| 11                                 | 8 de julio de 2016       | El séptimo arte                      | Txabi Franquesa Rodrigo Cortés           |
| 12                                 | 15 de julio de 2016      | Los premios                          | Gonzalo de Castro Sara Escudero          |
| 13                                 | 22 de julio de 2016      | El castigo                           | Esteban Navarro Antonio Orozco           |
| 14                                 | 29 de julio de 2016      | Los caprichos                        | Iggy Rubín Raúl Gómez                    |
| 15                                 | 5 de agosto de 2016      | Los juegos                           | David Muñoz (Estopa) José Muñoz (Estopa) |
| 16                                 | 12 de agosto de 2016     | Animales de compañía                 | Silvia de abril de Dani Rovira           |
| 17                                 | 19 de agosto de 2016     | La tentación                         | Manuel Burque Ernesto Sevilla            |
| 18                                 | 26 de agosto de 2016     | Los sentidos                         | Olga Viza Antonio Castelo                |
| 19                                 | 3 de septiembre de 2016  | Ser solidario                        | Santi Balmes Xavier Daura                |
| 20                                 | 10 de septiembre de 2016 | La jubilación                        | Poty Fernando Gil                        |
| Extras Premios Ilustres Ignorantes |                          |                                      |                                          |
| -                                  | 18 de junio de 2016      | Ilustres nominados 1: El origen      | Varios                                   |
| -                                  | 18 de junio de 2016      | Ilustres nominados 2: Los candidatos | Varios                                   |
| -                                  | 18 de junio de 2016      | Ilustres nominados 3: El trofeo      | Varios                                   |
| -                                  | 18 de junio de 2016      | Ilustres nominados 4: La quedada     | Varios                                   |

### Temporada 10 (2016-2017)
| Núm. | Fecha de emisión         | Título                 | Invitados                                                       |
| ---- | ------------------------ | ---------------------- | --------------------------------------------------------------- |
| 1    | 13 de septiembre de 2016 | De vuelta de todo      | Pepín Tre Dani Rovira Héctor de Miguel 'Quequé' David Broncano  |
| 2    | 20 de septiembre de 2016 | El postureo            | Luis Piedrahíta Xoel López                                      |
| 3    | 27 de septiembre de 2016 | El compromiso          | Agustín Jiménez Alejandro Alcaraz                               |
| 4    | 4 de octubre de 2016     | La imaginación         | Juan Ibáñez Miki Esparbé                                        |
| 5    | 11 de octubre de 2016    | Otros deportes         | José Corbacho Ricardo Castella                                  |
| 6    | 18 de octubre de 2016    | El descubrimiento      | Carlos Jean Arturo González-Campos                              |
| 7    | 25 de octubre de 2016    | Los genios             | José Mercé Álex Clavero                                         |
| 8    | 8 de noviembre de 2016   | Noche americana        | Miren Ibarguren Jorge Ponce                                     |
| 9    | 15 de noviembre de 2016  | Los regalos            | Coti Pere Aznar                                                 |
| 10   | 22 de noviembre de 2016  | El baile               | Dani Martín Raúl Cimas                                          |
| 11   | 29 de noviembre de 2016  | Los monstruos          | Eloi Yebra Julián López                                         |
| 12   | 13 de diciembre de 2016  | La valentía            | Juanma López Iturriaga Antoni Daimiel                           |
| 13   | 20 de diciembre de 2016  | Juegos de azar         | La Terremoto de Alcorcón Mago More (José Luis Izquierdo Martín) |
| 14   | 27 de diciembre de 2016  | Ilustre Navidad        | Berto Romero J. J. Vaquero                                      |
| 15   | 10 de enero de 2017      | La evolución           | Quique Peinado Álex O'Dogherty                                  |
| 16   | 17 de enero de 2017      | La ira                 | Pilar de Francisco Miguel Esteban (humorista)                   |
| 17   | 24 de enero de 2017      | La mafia               | Carlos Bardem Anabel Alonso                                     |
| 18   | 31 de enero de 2017      | El ego                 | Loles León Carlos Langa                                         |
| 19   | 7 de febrero de 2017     | El colegio             | Juanjo Pardo Isabel Vázquez                                     |
| 20   | 14 de febrero de 2017    | La belleza             | Lorena Castell Arkano                                           |
| 21   | 21 de febrero de 2017    | Los viejos             | Raquel Sastre Pepe Viyuela                                      |
| 22   | 28 de febrero de 2017    | Pasado de moda         | Nuria Roca Pedro Vera                                           |
| 23   | 7 de marzo de 2017       | La conspiración        | Pablo Carbonell Alba Galocha                                    |
| 24   | 14 de marzo de 2017      | La justicia            | Jon Sistiaga Silvia Superstar                                   |
| 25   | 21 de marzo de 2017      | Los ricos              | Fernando Romay Pepa Rus                                         |
| 26   | 28 de marzo de 2017      | Las operaciones        | David Otero Juana Cordero                                       |
| 27   | 4 de abril de 2017       | El medio ambiente      | Juan Carlos Ortega Javier Sardà                                 |
| 28   | 18 de abril de 2017      | El rencor              | Pepón Nieto Elvira Mínguez                                      |
| 29   | 25 de abril de 2017      | Gratis                 | Edu Soto Estíbaliz Gabilondo                                    |
| 30   | 2 de mayo de 2017        | Sueños frustrados      | Rosa Montero Isidro Montalvo (Atrévete (programa de radio))     |
| 31   | 9 de mayo de 2017        | Celebraciones          | Lucía Jiménez Manolo Sarriá                                     |
| 32   | 16 de mayo de 2017       | Los hoteles            | Javier Veiga Cristina Pardo                                     |
| 33   | 23 de mayo de 2017       | Los supermercados      | Paula Vázquez Diego Arjona                                      |
| 34   | 30 de mayo de 2017       | Viajes en el tiempo    | Nathalie Seseña Darío Adanti                                    |
| 35   | 6 de junio de 2017       | Las máquinas           | Dani Campos Marta Belenguer                                     |
| 36   | 13 de junio de 2017      | La hijoputez           | Miguel Martín Carolina Ferre                                    |
| 37   | 20 de junio de 2017      | Los años 90            | Rober Bodegas Patricia Conde                                    |
| 38   | 27 de junio de 2017      | Cerrado por vacaciones | David Fernández Leo Harlem                                      |

### Temporada 11 (2017-2018)
| Núm. | Fecha de emisión         | Título                  | Invitados                                          |
| ---- | ------------------------ | ----------------------- | -------------------------------------------------- |
| 1    | 12 de septiembre de 2017 | La vuelta de vacaciones | Pepín Tre Chimo Bayo                               |
| 2    | 19 de septiembre de 2017 | Aeropuertos             | Paco Calavera Kira Miró                            |
| 3    | 26 de septiembre de 2017 | Parques temáticos       | Toni García Marta Flich                            |
| 4    | 3 de octubre de 2017     | El fin del mundo        | Joaquín Prat Marta Fernández                       |
| 5    | 10 de octubre de 2017    | Restaurantes            | Ángel Martín Ricardo Castella                      |
| 6    | 17 de octubre de 2017    | Los milagros            | Anthony Blake Carolina Noriega                     |
| 7    | 24 de octubre de 2017    | Animales salvajes       | Raquel Sánchez Silva Iñaki Urrutia                 |
| 8    | 31 de octubre de 2017    | La muerte               | Nacho García Eva Amaral                            |
| 9    | 7 de noviembre de 2017   | Concursos               | Marta Fernández Muro Borja Cobeaga                 |
| 10   | 14 de noviembre de 2017  | Traumas                 | Sonia Ferrer Aníbal Gómez                          |
| 11   | 21 de noviembre de 2017  | Falsos mitos            | Macarena Berlín Armand (Especialistas Secundarios) |
| 12   | 28 de noviembre de 2017  | Las compras             | Raquel Martos Dani Garrido (Carrusel deportivo)    |
| 13   | 5 de diciembre de 2017   | Hermanos                | Don Mauro Esperanza Pedreño                        |
| 14   | 12 de diciembre de 2017  | La alegría              | Rocío Madrid Flipy                                 |
| 15   | 19 de diciembre de 2017  | Farmacias               | Zahara Berto Romero                                |
| 16   | 26 de diciembre de 2017  | Espíritu navideño       | Julián López Eduardo Aldán                         |
| 17   | 9 de enero de 2018       | Herencias               | Meritxell Huertas Nacho Vigalondo                  |
| 18   | 16 de enero de 2018      | El instinto             | Carmen Ruiz Santiago Urrialde                      |
| 19   | 23 de enero de 2018      | Revolución              | Antonio Resines Elena Furiase                      |
| 20   | 30 de enero de 2018      | Chapuzas                | Marta Torné Paco Mir                               |
| 21   | 6 de febrero de 2018     | Robots                  | Lorena Castell Jimmy Barnatán                      |
| 22   | 13 de febrero de 2018    | Oficios perdidos        | Rozalén Ernesto Sevilla                            |
| 23   | 20 de febrero de 2018    | Dictadores              | Irene Junquera Manolo Solo                         |
| 24   | 27 de febrero de 2018    | Despedidas              | David Broncano Carmen Conesa                       |
| 25   | 6 de marzo de 2018       | Peleas                  | David Navarro Itziar Castro                        |
| 26   | 13 de marzo de 2018      | Mudanzas                | Eva Ugarte Ignatius Farray                         |
| 27   | 20 de marzo de 2018      | Millennials             | Santi Alverú Carolina Iglesias                     |
| 28   | 3 de abril de 2018       | La conducción           | Cristina Gutiérrez Manuel Tallafé                  |
| 29   | 10 de abril de 2018      | La sabiduría            | Mary Ruiz Lalo Tenorio                             |
| 30   | 17 de abril de 2018      | Los exámenes            | Manuel Burque Quique Peinado                       |
| 31   | 24 de abril de 2018      | Las canciones           | Nerea Garmendia Pablo Ibarburu                     |
| 32   | 8 de mayo de 2018        | Tribus urbanas          | Muchachito Bombo Infierno María Escoté             |
| 33   | 15 de mayo de 2018       | Los idiomas             | Raúl Cimas Marta Márquez                           |
| 34   | 22 de mayo de 2018       | Marca España            | Gonzalo de Castro Valeria Ros                      |
| 35   | 29 de mayo de 2018       | Héroes                  | Javier Fesser Marita Alonso                        |
| 36   | 5 de junio de 2018       | La seducción            | Leonor Watling Alberto Casado                      |
| 37   | 12 de junio de 2018      | La crisis de edad       | Neus Sanz Gustavo Salmerón                         |
| 38   | 19 de junio de 2018      | Centros Comerciales     | Esther Arroyo Xavi Puig (El Mundo Today)           |
| 39   | 26 de junio de 2018      | Fantasía                | Ingrid García-Jonsson Miguel Maldonado             |
| 40   | 10 de julio de 2018      | Los trenes              | David Broncano Mi Hoa Lee                          |
| 41   | 17 de julio de 2018      | Cruceros                | Jorge Ponce Rodrigo Cortés                         |

### Temporada 12 (2018-2019)
| Núm. | Fecha de emisión         | Título                | Invitados                               |
| ---- | ------------------------ | --------------------- | --------------------------------------- |
| 1    | 11 de septiembre de 2018 | Emprendedores         | Pepín Tre Vanesa Romero                 |
| 2    | 18 de septiembre de 2018 | Residencias           | Miguel Noguera Isabel Ordaz             |
| 3    | 25 de septiembre de 2018 | Psicología            | Juana Cordero Héctor de Miguel 'Quequé' |
| 4    | 2 de octubre de 2018     | Terapias alternativas | Juan Gómez Jurado Marta García Aller    |
| 5    | 9 de octubre de 2018     | Extraterrestres       | Melani Olivares Grison                  |
| 6    | 16 de octubre de 2018    | Anuncios              | Ana Morgade Míchel                      |
| 7    | 23 de octubre de 2018    | La guerra             | Llum Barrera Queco Novell               |
| 8    | 30 de octubre de 2018    | Los perros            | Javier Rey Susi Caramelo                |
| 9    | 6 de noviembre de 2018   | Intelectuales         | Jorge Martínez Eva Soriano              |
| 10   | 13 de noviembre de 2018  | Años 2000             | Luis Álvaro Adriana Torrebejano         |
| 11   | 20 de noviembre de 2018  | Los cuentos           | Almudena Grandes Yonyi Arenas           |
| 12   | 27 de noviembre de 2018  | Los chistes           | Virginia Riezu El Kanka                 |
| 13   | 4 de diciembre de 2018   | El hogar              | Raúl Pérez Susana Guasch                |
| 14   | 11 de diciembre de 2018  | La prensa             | Cristina Pardo Manuel Manquiña          |
| 15   | 18 de diciembre de 2018  | Fantasmas             | Nieves Concostrina Pedro Vera           |
| 16   | 8 de enero de 2019       | Pandillas             | Miki Esparbé Natalia Ferviú             |
| 17   | 15 de enero de 2019      | Funerales             | Espido Freire Jaime Caravaca            |
| 18   | 22 de enero de 2019      | Estafas               | Patricia Sornosa Ismael Serrano         |
| 19   | 29 de enero de 2019      | Discotecas            | Bob Pop Mariló Montero                  |
| 20   | 5 de febrero de 2019     | Juegos de mesa        | Ana Álvarez Carlo Padial                |
| 21   | 12 de febrero de 2019    | Villanos              | Javier Botet Julia de Castro            |
| 22   | 19 de febrero de 2019    | Delincuencia          | Cristina Medina J. J. Vaquero           |
| 23   | 26 de febrero de 2019    | Crítica               | Yolanda Ramos David Summers             |
| 24   | 5 de marzo de 2019       | Espías                | Fele Martínez Malena Alterio            |
| 25   | 12 de marzo de 2019      | Aniversarios          | Alba Florejachs Juan Muñoz              |
| 26   | 19 de marzo de 2019      | Modernos              | Leo Harlem Virginia Díaz                |
| 27   | 26 de marzo de 2019      | Cocina                | Nuria Roca Danny Boy                    |
| 28   | 2 de abril de 2019       | Transporte urbano     | Amaia Salamanca Hovik Keuchkerian       |
| 29   | 9 de abril de 2019       | Peligro de extinción  | Marta Hazas Julián López                |
| 30   | 23 de abril de 2019      | Contradicciones       | Mariola Cubells Andreu Buenafuente      |
| 31   | 30 de abril de 2019      | Las madres            | Gustavo Salmerón Julita Salmerón        |
| 32   | 7 de mayo de 2019        | Los maestros          | Blanca Portillo César Sarachu           |
| 33   | 14 de mayo de 2019       | La ciudad             | Victoria Martín Fernando Tejero         |
| 34   | 21 de mayo de 2019       | La reencarnación      | Henar Álvarez Xoel López                |
| 35   | 28 de mayo de 2019       | Los accidentes        | Glòria Serra Jon Plazaola               |
| 36   | 4 de junio de 2019       | Las citas             | David Verdaguer Eva Isanta              |
| 37   | 11 de junio de 2019      | Los festivales        | Nuria Gago Álex Clavero                 |
| 38   | 18 de junio de 2019      | La propiedad          | Iñaki Urrutia Nuria González            |
| 39   | 25 de junio de 2019      | Herencia genética     | Patricia Espejo Paco Roca               |
| 40   | 2 de julio de 2019       | Programas TV          | Javier Veiga Ignatius Farray            |

### Temporada 13 (2019-2020)
| Núm. | Fecha de emisión         | Título             | Invitados                                                 |
| ---- | ------------------------ | ------------------ | --------------------------------------------------------- |
| 1    | 10 de septiembre de 2019 | Los actores        | Dani Rovira Pepín Tre                                     |
| 2    | 17 de septiembre de 2019 | Cómicos            | Pablo Ibarburu Valeria Ros                                |
| 3    | 24 de septiembre de 2019 | Influencers        | Leticia Dolera Ignacio Escolar                            |
| 4    | 1 de octubre de 2019     | Las noticias       | Lorena Castell Iñigo Espinosa (Especialistas Secundarios) |
| 5    | 8 de octubre de 2019     | El lujo            | Kira Miró Arturo Valls                                    |
| 6    | 15 de octubre de 2019    | Los negocios       | Estefanía de los Santos Ricardo Castella                  |
| 7    | 22 de octubre de 2019    | Borracheras        | Nya de la Rubia Paco Calavera                             |
| 8    | 29 de octubre de 2019    | Impostores         | Raquel Martos Nacho Vidal                                 |
| 9    | 5 de noviembre de 2019   | El dolor           | Juanjo Cucalón Aixa Villagrán                             |
| 10   | 12 de noviembre de 2019  | Ilus300 Ignorantes | David Broncano Héctor de Miguel 'Quequé' Ignatius Farray  |
| 11   | 19 de noviembre de 2019  | Los jefes          | Fito Cabrales Raúl Cimas                                  |
| 12   | 26 de noviembre de 2019  | El descanso        | Gracia Olayo Xavier Daura                                 |
| 13   | 3 de diciembre de 2019   | El circo           | Carlos Tarque Silvia de abril de                          |
| 14   | 10 de diciembre de 2019  | Escritores         | Nathalie Seseña Emilio Gavira                             |
| 15   | 17 de diciembre de 2019  | Cenas de empresa   | Mara Torres Iñaki Cano                                    |
| 16   | 14 de enero de 2020      | Los propósitos     | Carles Francino Murgades Ana Morgade                      |
| 17   | 21 de enero de 2020      | Trastornos         | Susi Caramelo Luis Álvaro                                 |
| 18   | 28 de enero de 2020      | Generaciones       | Juana Cordero Esteban Navarro                             |
| 19   | 4 de febrero de 2020     | Turistas           | María Guerra (La Script) Mikel Urmeneta                   |
| 20   | 11 de febrero de 2020    | Vergüenza ajena    | Adriana Torrebejano Joe Pérez-Orive                       |
| 21   | 18 de febrero de 2020    | La feria           | Marta Belenguer David Pareja                              |
| 22   | 25 de febrero de 2020    | Los disfraces      | Florentino Fernández Mariola Urrea                        |
| 23   | 3 de marzo de 2020       | La bondad          | Marta Fernández Facu Díaz                                 |
| 24   | 10 de marzo de 2020      | La seguridad       | Cristina Teva (La Script) Alberto Casado                  |
| 25   | 17 de marzo de 2020      | El éxito           | Pepa Blanes (La Script) Rober Bodegas                     |
| 26   | 24 de marzo de 2020      | Malas compañías    | Daniel Guzmán Melani Olivares                             |
| 27   | 31 de marzo de 2020      | Experimentos       | América Valenzuela Juanjo Sáez                            |
| 28   | 14 de abril de 2020      | El encierro        | Héctor de Miguel 'Quequé'                                 |
| 29   | 21 de abril de 2020      | La nutrición       | Rodrigo Cortés                                            |
| 30   | 28 de abril de 2020      | Cirugía estética   | Susi Caramelo                                             |
| 31   | 5 de mayo de 2020        | La cama            | Pepín Tre                                                 |
| 32   | 12 de mayo de 2020       | La limpieza        | Ernesto Sevilla                                           |
| 33   | 19 de mayo de 2020       | Los errores        | Virginia Riezu                                            |
| 34   | 26 de mayo de 2020       | Los exploradores   | Raúl Cimas                                                |
| 35   | 2 de junio de 2020       | Internet           | Juanjo Pardo                                              |
| 36   | 9 de junio de 2020       | El cerebro         | Kira Miró Leo Harlem                                      |
| 37   | 16 de junio de 2020      | El riesgo          | Eva Soriano Antoni Daimiel                                |
| 38   | 23 de junio de 2020      | El teléfono        | Belén Cuesta Canco Rodríguez                              |
| 39   | 30 de junio de 2020      | Las vocaciones     | Marta Vázquez David Navarro                               |
| 40   | 7 de julio de 2020       | La gran mentira    | J. J. Vaquero Gonzalo de Castro                           |

1. 1 2 3 4 5 6 7 8  Programa grabado con cada integrante por separado, debido a las medidas relacionadas con la pandemia de COVID-19.

### Temporada 14 (2020-2021)
| Núm. | Fecha de emisión         | Título                | Invitados                                         |
| ---- | ------------------------ | --------------------- | ------------------------------------------------- |
| 1    | 15 de septiembre de 2020 | La inmortalidad       | Pepín Tre Paula del Fraile                        |
| 2    | 22 de septiembre de 2020 | Las apuestas          | Miguel Maldonado Fele Martínez                    |
| 3    | 29 de septiembre de 2020 | Viajes de mayo deres  | Juana Cordero Sergio del Molino                   |
| 4    | 6 de octubre de 2020     | Emergencias           | Martita de Graná Bob Pop                          |
| 5    | 13 de octubre de 2020    | Electrodomésticos     | Pilar de Francisco Ion Aramendi                   |
| 6    | 20 de octubre de 2020    | Las vacunas           | Miguel Martín Raúl Cimas                          |
| 7    | 27 de octubre de 2020    | Barras y estrellas    | Rocío Madrid Raúl Pérez                           |
| 8    | 10 de noviembre de 2020  | Baloncesto            | Juanma López Iturriaga Eduardo Iturralde González |
| 9    | 17 de noviembre de 2020  | Astronautas           | Paz Padilla David Fernández                       |
| 10   | 24 de noviembre de 2020  | Videntes              | Nathalie Seseña Hovik Keuchkerian                 |
| 11   | 1 de diciembre de 2020   | Nuevos trabajos       | Laura Márquez Jorge Ponce                         |
| 12   | 8 de diciembre de 2020   | La memoria            | El Chojin David Broncano                          |
| 13   | 15 de diciembre de 2020  | La negociación        | Mariola Fuentes Juan Cruz                         |
| 14   | 22 de diciembre de 2020  | El Diablo             | Rosa Belmonte Miguel Iríbar                       |
| 15   | 29 de diciembre de 2020  | Nueva Navidad         | Dani Rovira Berto Romero                          |
| 16   | 12 de enero de 2021      | El horóscopo          | Vicky Luengo Lalo Tenorio                         |
| 17   | 19 de enero de 2021      | Vivir en el campo     | Adriana Torrebejano Pablo Ibarburu                |
| 18   | 26 de enero de 2021      | Videoclips            | Ingrid García-Jonsson Facu Díaz                   |
| 19   | 2 de febrero de 2021     | La ciencia            | Patricia Conde Carlo Padial                       |
| 20   | 9 de febrero de 2021     | La madurez            | Candela Peña Juan Cruz                            |
| 21   | 16 de febrero de 2021    | Los proyectos         | Ignatius Farray Sara Socas                        |
| 22   | 23 de febrero de 2021    | La hermandad          | Juan Ibáñez Damián Mollá                          |
| 23   | 2 de marzo de 2021       | Los seguros           | Pere Aznar Victoria Martín                        |
| 24   | 9 de marzo de 2021       | Las plantas           | Álex Clavero Marta Márquez                        |
| 25   | 16 de marzo de 2021      | La civilización       | Mary Ruiz Pablo Albuerne                          |
| 26   | 23 de marzo de 2021      | Los videojuegos       | Angy Fernández Daniel Pérez Prada                 |
| 27   | 30 de marzo de 2021      | Las anécdotas         | Susi Caramelo Fernando Moraño                     |
| 28   | 6 de abril de 2021       | Las patentes          | Silvia de abril de Javier Botet                   |
| 29   | 13 de abril de 2021      | Las entrevistas       | Rozalén Ismael Serrano                            |
| 30   | 20 de abril de 2021      | La lotería            | Ángeles (Camela) Dioni (Camela)                   |
| 31   | 27 de abril de 2021      | Las inauguraciones    | Laura Caballero Xavi Puig (El Mundo Today)        |
| 32   | 4 de mayo de 2021        | La derrota            | Laura Gómez-Lacueva Juan Carlos Ortega            |
| 33   | 11 de mayo de 2021       | El carnet de conducir | Yolanda Blanco Santos Tomàs Fuentes               |
| 34   | 18 de mayo de 2021       | Las rebajas           | Macarena Gómez Ricardo Castella                   |
| 35   | 25 de mayo de 2021       | El reciclaje          | Paca La Piraña Miki Esparbé                       |
| 36   | 1 de junio de 2021       | Las construcciones    | Pilar Castro Miguel Ríos                          |
| 37   | 15 de junio de 2021      | Academias             | Mariam Hernández Gorka Otxoa                      |
| 38   | 22 de junio de 2021      | Nuevos juegos de mesa | Juana Cordero Darío Adanti                        |
| 39   | 29 de junio de 2021      | Meteorología          | Marianico el Corto Paula Púa                      |
| 40   | 6 de julio de 2021       | Las exclusivas        | Mónica Carrillo Gonzalo de Castro                 |

### Temporada 15 (2021-2022)
| Núm. | Fecha de emisión         | Título                 | Invitados                                                |
| ---- | ------------------------ | ---------------------- | -------------------------------------------------------- |
| 1    | 14 de septiembre de 2021 | Los domingos           | Susi Caramelo Pepín Tre                                  |
| 2    | 21 de septiembre de 2021 | Las colecciones        | Ana Morgade Arturo Valls                                 |
| 3    | 28 de septiembre de 2021 | El divorcio            | Leonor Watling Mario Vaquerizo                           |
| 4    | 5 de octubre de 2021     | Pisos de alquiler      | Lorena Castell David Trueba                              |
| 5    | 19 de octubre de 2021    | La contaminación       | Natalia Junquera Alberto Caballero                       |
| 6    | 26 de octubre de 2021    | Cocineros              | Pepa Rus Pepón Nieto                                     |
| 7    | 2 de noviembre de 2021   | Piratas                | Aixa Villagrán Jon Plazaola                              |
| 8    | 9 de noviembre de 2021   | Detectives             | Topacio Fresh Miguel Maldonado                           |
| 9    | 16 de noviembre de 2021  | Estrenos               | Adriana Torrebejano Pepe Rodríguez                       |
| 10   | 23 de noviembre de 2021  | Cantantes              | Virginia Riezu Ricardo Moya                              |
| 11   | 30 de noviembre de 2021  | Institutos             | Natalia Ferviú Ricardo Gómez                             |
| 12   | 7 de diciembre de 2021   | Funcionarios           | Marita Alonso Pablo Ibarburu                             |
| 13   | 14 de diciembre de 2021  | La decoración          | Almudena Amor Daniel Guzmán                              |
| 14   | 21 de diciembre de 2021  | Lotería de Navidad     | Marta Fernández José Corbacho                            |
| 15   | 28 de diciembre de 2021  | Las inocentadas        | Valeria Ros Florentino Fernández                         |
| 16   | 11 de enero de 2022      | Año nuevo              | Elena Furiase Miguel Campos                              |
| 17   | 18 de enero de 2022      | Negacionistas          | Llum Barrera Álex Clavero                                |
| 18   | 25 de enero de 2022      | Fitness                | La Terremoto de Alcorcón Enric Auquer                    |
| 19   | 1 de febrero de 2022     | Pequeño comercio       | Eva Santolaria Dani García                               |
| 20   | 8 de febrero de 2022     | Los recuerdos          | Luz Sánchez-Mellado Coque Malla                          |
| 21   | 15 de febrero de 2022    | Las aficiones          | Rigoberta Bandini Esteban Navarro                        |
| 22   | 22 de febrero de 2022    | La radio               | Cristina García Juan Carlos Ortega                       |
| 23   | 1 de marzo de 2022       | La salud               | Eva Ugarte Eugeni Alemany                                |
| 24   | 8 de marzo de 2022       | Segunda mano           | Eva Soriano Unax Ugalde                                  |
| 25   | 15 de marzo de 2022      | La universidad         | Patricia Conde Arturo González-Campos                    |
| 26   | 22 de marzo de 2022      | Los nervios            | Ana Álvarez Miguel Martín                                |
| 27   | 29 de marzo de 2022      | Especial Primavera     | Laura Márquez Raúl Pérez (imitando a Josep Pedrerol)     |
| 28   | 5 de abril de 2022       | Los niños              | Helena Resano David Fernández                            |
| 29   | 19 de abril de 2022      | Manifestaciones        | Mónica Carrillo Luis Zahera                              |
| 30   | 26 de abril de 2022      | El perdón              | Eva Isanta Pablo Chiapella                               |
| 31   | 3 de mayo de 2022        | Poderes sobrenaturales | Leonor Watling Raúl Pérez (imitando a Jordi Hurtado)     |
| 32   | 10 de mayo de 2022       | La semana              | Isabel Ordaz Pere Aznar                                  |
| 33   | 17 de mayo de 2022       | Tradiciones            | Ingrid García-Jonsson Antonio Resines                    |
| 34   | 24 de mayo de 2022       | Museos                 | Asaari Bibang Enrique Villarreal «El Drogas»             |
| 35   | 31 de mayo de 2022       | Bazares                | Nathalie Seseña Raúl Pérez (imitando a Iker Jiménez)     |
| 36   | 7 de junio de 2022       | Resorts                | Kira Miró David de Jorge                                 |
| 37   | 14 de junio de 2022      | Dietas                 | María Castro Lalo Tenorio                                |
| 38   | 21 de junio de 2022      | Peluquerías            | Angy Fernández Salva Reina                               |
| 39   | 28 de junio de 2022      | Seductores             | Paula Usero Berto Romero                                 |
| 40   | 5 de julio de 2022       | Comunidad de vecinos   | Raúl Pérez (imitando a Esperanza Gracia) Ignatius Farray |

### Temporada 16 (2022-2023)
| Núm. | Fecha de emisión         | Título                       | Invitados                                                    |
| ---- | ------------------------ | ---------------------------- | ------------------------------------------------------------ |
| 1    | 13 de septiembre de 2022 | Supersticiones               | Pepín Tre Raúl Pérez (imitando a Carlos Herrera)             |
| 2    | 20 de septiembre de 2022 | Policías                     | Adriana Torrebejano Raúl Cimas                               |
| 3    | 27 de septiembre de 2022 | Cambio climático             | Carolina Yuste Sergio Bezos                                  |
| 4    | 4 de octubre de 2022     | Talleres                     | Miguel Maldonado Pedro Vera                                  |
| 5    | 11 de octubre de 2022    | Móviles                      | Eva Soriano Silvia Alonso                                    |
| 6    | 18 de octubre de 2022    | Gasolineras                  | Ana Morgade Raúl Pérez (imitando a Juan Salazar)             |
| 7    | 25 de octubre de 2022    | Crimen                       | Carmen Ruiz Rodrigo Cortés                                   |
| 8    | 8 de noviembre de 2022   | Ambulatorios                 | Vicky Luengo Rober Bodegas                                   |
| 9    | 15 de noviembre de 2022  | Boy Bands                    | Mariona Terés Alberto Casado                                 |
| 10   | 22 de noviembre de 2022  | Élite                        | Cristina Medina Raúl Pérez (imitando a Luis Enrique)         |
| 11   | 29 de noviembre de 2022  | Novatos                      | Valeria Ros Daniel Guzmán                                    |
| 12   | 13 de diciembre de 2022  | Electricidad                 | Paula Púa Paco Calavera                                      |
| 3    | 20 de diciembre de 2022  | Dentistas                    | Pilar de Francisco Carlos Baute                              |
| 14   | 27 de diciembre de 2022  | Especial Ilustres Ignorantes | Raúl Cimas                                                   |
| 15   | 10 de enero de 2023      | Montañismo                   | Laura Márquez Ion Aramendi                                   |
| 16   | 17 de enero de 2023      | Reparto a domicilio          | Virginia Riezu Raúl Pérez (imitando a Pedro Piqueras)        |
| 17   | 24 de enero de 2023      | Revistas                     | Victoria Martín Marc Giró                                    |
| 18   | 31 de enero de 2023      | El taxi                      | Marta Márquez Ismael Serrano                                 |
| 19   | 7 de febrero de 2023     | Hipocondríacos               | Coria Castillo Jorge Garbajosa                               |
| 20   | 14 de febrero de 2023    | Amor verdadero               | Soraya Arnelas Álex Clavero                                  |
| 21   | 21 de febrero de 2023    | Patrimonio de la Humanidad   | Mónica Carrillo Raúl Pérez                                   |
| 22   | 28 de febrero de 2023    | Erasmus                      | Laura Galán Rayden                                           |
| 23   | 7 de marzo de 2023       | DJ's                         | Carles Francino Murgades Carles Francino Navarro             |
| 24   | 14 de marzo de 2023      | Tertulianos                  | Valeria Vegas Raúl Pérez (imitando a Antonio Banderas)       |
| 25   | 21 de marzo de 2023      | Campeonatos                  | Helena Pozuelo Leo Harlem                                    |
| 26   | 28 de marzo de 2023      | Inversiones                  | Glòria Serra Daniel Pérez Prada                              |
| 27   | 11 de abril de 2023      | Bomberos                     | Carolina Iglesias Raúl Cimas                                 |
| 28   | 18 de abril de 2023      | Pesadillas                   | Lalo Tenorio Raúl Pérez (imitando a Ágatha Ruiz de la Prada) |
| 29   | 25 de abril de 2023      | Días festivos                | Ana Fernández-Villaverde (La Bien Querida) Aníbal Gómez      |
| 30   | 2 de mayo de 2023        | Reformas                     | María Escoté Antonio Pagudo                                  |
| 31   | 9 de mayo de 2023        | Alcaldes                     | Angy Fernández Agustín Jiménez                               |
| 32   | 16 de mayo de 2023       | Becarios                     | Lalachus Raúl Pérez (imitando a Leiva)                       |
| 33   | 23 de mayo de 2023       | Souvenirs                    | Adriana Torrebejano Blas Cantó                               |
| 34   | 30 de mayo de 2023       | Poliamor                     | Lorena Castell Raúl Pérez (imitando a Jorge Javier)          |
| 35   | 6 de junio de 2023       | Ferreterías                  | Nieves Concostrina Fernando Schwartz                         |
| 36   | 13 de junio de 2023      | Bicicletas                   | Lucía Jiménez Juan Dávila                                    |
| 37   | 20 de junio de 2023      | Camping                      | Inés Hernand Carlos Santos                                   |
| 38   | 27 de junio de 2023      | Inteligencia artificial      | Raquel Guerrero Ignatius Farray                              |
| 39   | 4 de julio de 2023       | La canción del verano        | Leiva Raúl Pérez (imitando a Joaquín Sabina)                 |

### Temporada 17 (2023-2024)
| Núm. | Fecha de emisión         | Título                | Invitados                                                       |
| ---- | ------------------------ | --------------------- | --------------------------------------------------------------- |
| 1    | 12 de septiembre de 2023 | Ovnis                 | Pepín Tre David Fernández                                       |
| 2    | 19 de septiembre de 2023 | Orquestas de pueblo   | Ricardo Castella Grison                                         |
| 3    | 26 de septiembre de 2023 | Comida rápida         | Patricia Espejo Raúl Pérez (imitando a Andrés Calamaro)         |
| 4    | 3 de octubre de 2023     | Oficinas              | Macarena Gómez Carles Sans                                      |
| 5    | 17 de octubre de 2023    | Romances              | Eva Soriano Carlos Tarque                                       |
| 6    | 24 de octubre de 2023    | Exposiciones          | Raquel Martos Raúl Pérez (imitando a Nacho Cano)                |
| 7    | 31 de octubre de 2023    | Guateques             | Javier Ambrossi Javier Calvo                                    |
| 8    | 7 de noviembre de 2023   | Especial 15 años      | Berto Romero Andreu Buenafuente                                 |
| 9    | 14 de noviembre de 2023  | Gafes                 | Marta Hazas Miguel Maldonado                                    |
| 10   | 21 de noviembre de 2023  | Donaciones            | Ingrid García-Jonsson Raúl Pérez (imitando a Miguel Bosé)       |
| 11   | 28 de noviembre de 2023  | Los informativos      | Ana Ruiz Tomasito                                               |
| 12   | 5 de diciembre de 2023   | Los musicales         | Esperansa Grasia Arturo Valls                                   |
| 13   | 12 de diciembre de 2023  | Hostelería            | María Vázquez Carlos Sobera                                     |
| 14   | 19 de diciembre de 2023  | Cumpleaños            | Sara Escudero Raúl Pérez (imitando a Federico Jiménez Losantos) |
| 15   | 26 de diciembre de 2023  | Compras navideñas     | Valeria Ros Juanma López Iturriaga                              |
| 16   | 9 de enero de 2024       | Noche de Reyes        | Laura Galán David Navarro                                       |
| 17   | 16 de enero de 2024      | Primos                | Martita de Graná Miki Esparbé                                   |
| 18   | 23 de enero de 2024      | Despilfarro           | Adriana Torrebejano José Corbacho                               |
| 19   | 30 de enero de 2024      | Voluntariado          | Coria Castillo Yunez Chaib                                      |
| 20   | 6 de febrero de 2024     | Exparejas             | Laura Márquez Raúl Pérez (imitando a Samantha Hudson)           |
| 21   | 13 de febrero de 2024    | Carnavales            | Chanel Nacho Guerreros                                          |
| 22   | 20 de febrero de 2024    | Árbitros              | Natalia Junquera Ion Aramendi                                   |
| 23   | 27 de febrero de 2024    | Camino de Santiago    | Marta Márquez Juan Gómez-Jurado                                 |
| 24   | 5 de marzo de 2024       | Vivienda              | Marta Fernández Raúl Pérez (imitando a Edu Soto)                |
| 25   | 12 de marzo de 2024      | Viajes espaciales     | Llum Barrera Ignasi Taltavull                                   |
| 26   | 19 de marzo de 2024      | Semana Santa          | Irene Arcos Álvaro Benito                                       |
| 27   | 2 de abril de 2024       | Autoservicios         | Isabel Ordaz Raúl Pérez (imitando a José Sacristán)             |
| 28   | 9 de abril de 2024       | Compañeros de trabajo | Elena Furiase Txabi Franquesa                                   |
| 29   | 16 de abril de 2024      | Terrazas              | Marina Lobo Raúl Tejón                                          |
| 30   | 23 de abril de 2024      | Metro                 | Cristina Alcázar Sergio Bezos                                   |
| 31   | 30 de abril de 2024      | El teléfono           | Adriana Torrebejano Raúl Pérez (imitando a Ferrán Adrià)        |
| 32   | 7 de mayo de 2024        | Escapada rural        | Edurne Ricardo Moya                                             |
| 33   | 14 de mayo de 2024       | Mercadillos           | Aitziber Garmendia Raúl Pérez (imitando a David Trueba)         |
| 34   | 21 de mayo de 2024       | Estudiantes           | Carmen Romero Dani Rovira                                       |
| 35   | 28 de mayo de 2024       | Funerarias            | Bianca Kovacs J. J. Vaquero                                     |
| 36   | 4 de junio de 2024       | Médicos               | Rozalén Raúl Pérez (imitando a Alfonso Arús)                    |
| 37   | 11 de junio de 2024      | Objetos perdidos      | Carolina Iglesias Jorge Blass                                   |
| 38   | 18 de junio de 2024      | Oposiciones           | Virginia Riezu Isaías Lafuente                                  |
| 39   | 25 de junio de 2024      | Insectos              | Ana Guerra Arturo González-Campos                               |
| 40   | 2 de julio de 2024       | Polígonos             | Mariló Montero Aníbal Gómez                                     |
| 41   | 9 de julio de 2024       | Piscinas              | Pedro Piqueras Raúl Pérez (imitando a Matías Prats)             |

### Temporada 18 (2024-2025)
| Núm. | Fecha de emisión         | Título                                       | Invitados                                                |
| ---- | ------------------------ | -------------------------------------------- | -------------------------------------------------------- |
| 1    | 10 de septiembre de 2024 | Olimpiadas                                   | Vicky Luengo Pepín Tre                                   |
| 2    | 17 de septiembre de 2024 | Bancos                                       | Cristina Castaño Raúl Cimas                              |
| 3    | 24 de septiembre de 2024 | Despidos                                     | Raquel Sánchez Silva Raúl Pérez (imitando a Omar Montes) |
| 4    | 1 de octubre de 2024     | Cursos de idiomas                            | Inés Hernand Andrés Fajngold                             |
| 5    | 8 de octubre de 2024     | Telenovelas                                  | Cristina Gallego Pepe Rodríguez                          |
| 6    | 15 de octubre de 2024    | Rupturas                                     | Leonor Watling Raúl Pérez (imitando a Robe Iniesta)      |
| 7    | 22 de octubre de 2024    | Dormir                                       | Juana Cordero Juan Dávila                                |
| 8    | 29 de octubre de 2024    | Los autocares                                | Valeria Vegas Álex Clavero                               |
| 9    | 5 de noviembre de 2024   | Halloween                                    | Angy Fernández David Fernández                           |
| 10   | 12 de noviembre de 2024  | Baladas                                      | Eva Soriano José Luis Sastre                             |
| 11   | 19 de noviembre de 2024  | Luna de miel                                 | Marta González de Vega Raúl Pérez (imitando a Marc Giró) |
| 12   | 26 de noviembre de 2024  | Entrenadores                                 | Elena Sánchez Ricardo Gómez                              |
| 13   | 3 de diciembre de 2024   | Black Friday                                 | Eva Ugarte Grison                                        |
| 14   | 10 de diciembre de 2024  | Jardinería                                   | Melani Olivares Raúl Pérez (imitando a Luis Tosar)       |
| 15   | 17 de diciembre de 2024  | Apps para ligar                              | María Gómez Nacho García                                 |
| 16   | 24 de diciembre de 2024  | Ilustres Especial Navidad (Los adolescentes) | Mónica Carrillo Raúl Pérez (imitando a Raphael)          |
| 17   | 7 de enero de 2025       | Música de baile                              | Nathalie Seseña Rodrigo Cortés                           |
| 18   | 14 de enero de 2025      | Los amantes                                  | Petra Martínez Óscar Lasarte                             |
| 19   | 21 de enero de 2025      | Recetas de cocina                            | Valeria Ros Ricardo Castella                             |
| 20   | 28 de enero de 2025      | Radio Fórmula                                | Marta Flich Raúl Pérez (imitando a Carlos Boyero)        |
| 21   | 4 de febrero de 2025     | Artes marciales                              | Helena Resano Hovik Keuchkerian                          |
| 22   | 11 de febrero de 2025    | Electricidad                                 | Eva Isanta Javier Gutiérrez                              |
| 23   | 18 de febrero de 2025    | San Valentín                                 | Ignasi Taltavull Tomàs Fuentes                           |
| 24   | 25 de febrero de 2025    | Celebrities                                  | Susana Guasch Rodrigo Cuevas                             |
| 25   | 4 de marzo de 2025       | Higiene                                      | José Ribagorda Raúl Pérez (imitando a Aless Gibaja)      |
| 26   | 11 de marzo de 2025      | Directivos                                   | Bianca Kovacs Carmen Romero                              |
| 27   | 18 de marzo de 2025      | Carnavales                                   | El Selu Antoñito Molina                                  |
| 28   | 25 de marzo de 2025      | Carrera espacial                             | Laura Galán Pedro Vera                                   |
| 29   | 1 de abril de 2025       | Tareas del hogar                             | Carolina Marín Raúl Pérez (imitando a Luis Zahera)       |
| 30   | 8 de abril de 2025       | Runners                                      | Martita de Graná Ernesto Alterio                         |
| 31   | 22 de abril de 2025      | El apocalipsis                               | Lalachus David Broncano                                  |
| 32   | 29 de abril de 2025      | La cesta de la compra                        | María Peláe Gonzo                                        |
| 33   | 6 de mayo de 2025        | Los genios                                   | Ana Brito Raúl Pérez (imitando a Pep Guardiola)          |
| 34   | 13 de mayo de 2025       | Eurovisión                                   | Carolina Yuste Adrià Salas (La Pegatina)                 |
| 35   | 20 de mayo de 2025       | El matrimonio                                | Andrea Duro Enrique Arce                                 |
| 36   | 27 de mayo de 2025       | Las extraescolares                           | Carla Pulpón Jorge Ponce                                 |
| 37   | 3 de junio de 2025       | Los tocs                                     | Silvia Alonso Raúl Pérez (imitando a Alaska)             |
| 38   | 10 de junio de 2025      | Los concursos                                | Mamen García Miguel Maldonado                            |
| 39   | 17 de junio de 2025      | El tenis                                     | Virginia Riezu Héctor de Miguel 'Quequé'                 |
| 40   | 24 de junio de 2025      | La ropa                                      | Gloria Serra Laura Márquez                               |
| 41   | 1 de julio de 2025       | La playa                                     | Marc Giró Raúl Pérez (imitando a Ernesto Sevilla)        |

### Temporada 19 (2024-2025)
| Núm. | Fecha de emisión         | Título       | Invitados |
| ---- | ------------------------ | ------------ | --------- |
| 1    | 00 de septiembre de 2025 | próximamente | -         |
| 2    | 00 de septiembre de 2025 | próximamente | -         |
| 3    | 00 de septiembre de 2025 | próximamente | -         |
| 4    | 00 de octubre de 2025    | próximamente | -         |
| 5    | 00 de octubre de 2025    | próximamente | -         |
| 6    | 00 de octubre de 2025    | próximamente | -         |
| 7    | 00 de octubre de 2025    | próximamente | -         |
| 8    | 00 de octubre de 2025    | próximamente | -         |
| 9    | 00 de noviembre de 2025  | próximamente | -         |
| 10   | 00 de noviembre de 2025  | próximamente | -         |
| 11   | 00 de noviembre de 2025  | próximamente | -         |
| 12   | 00 de noviembre de 2025  | próximamente | -         |
| 13   | 00 de diciembre de 2025  | próximamente | -         |
| 14   | 00 de diciembre de 2025  | próximamente | -         |
| 15   | 00 de diciembre de 2025  | próximamente | -         |
| 16   | 00 de diciembre de 2025  | próximamente | -         |
| 17   | 00 de enero de 2026      | próximamente | -         |
| 18   | 00 de enero de 2026      | próximamente | -         |
| 19   | 00 de enero de 2026      | próximamente | -         |
| 20   | 00 de enero de 2026      | próximamente | -         |
| 21   | 00 de febrero de 2026    | próximamente | -         |
| 22   | 00 de febrero de 2026    | próximamente | -         |
| 23   | 00 de febrero de 2026    | próximamente | -         |
| 24   | 00 de febrero de 2026    | próximamente | -         |
| 25   | 00 de marzo de 2026      | próximamente | -         |
| 26   | 00 de marzo de 2026      | próximamente | -         |
| 27   | 00 de marzo de 2026      | próximamente | -         |
| 28   | 00 de marzo de 2026      | próximamente | -         |
| 29   | 00 de abril de 2026      | próximamente | -         |
| 30   | 00 de abril de 2026      | próximamente | -         |
| 31   | 00 de abril de 2026      | próximamente | -         |
| 32   | 00 de abril de 2026      | próximamente | -         |
| 33   | 00 de mayo de 2026       | próximamente | -         |
| 34   | 00 de mayo de 2026       | próximamente | -         |
| 35   | 00 de mayo de 2026       | próximamente | -         |
| 36   | 00 de mayo de 2026       | próximamente | -         |
| 37   | 00 de junio de 2026      | próximamente | -         |
| 38   | 00 de junio de 2026      | próximamente | -         |
| 39   | 00 de junio de 2026      | próximamente | -         |
| 40   | 00 de junio de 2026      | próximamente | -         |
| 41   | 00 de julio de 2026      | próximamente | -         |

## Invitados con más participaciones
Los siguientes invitados han aparecido 4 o más veces:
| Invitado                  | Número de apariciones |
| ------------------------- | --------------------- |
| Pepín Tre                 | 20                    |
| Raúl Cimas                | 14                    |
| David Broncano            | 10                    |
| David Fernández           | 9                     |
| Héctor de Miguel 'Quequé' | 9                     |
| Adriana Torrebejano       | 8                     |
| Ana Morgade               | 8                     |
| Dani Rovira               | 8                     |
| Ignatius Farray           | 8                     |
| Ricardo Castella          | 8                     |
| Berto Romero              | 7                     |
| Julián López              | 7                     |
| Álex Clavero              | 6                     |
| Eva Soriano               | 6                     |
| Florentino Fernández      | 6                     |
| J. J. Vaquero             | 6                     |
| Juana Cordero             | 6                     |
| Leo Harlem                | 6                     |
| Lorena Castell            | 6                     |
| Miguel Maldonado          | 6                     |
| Pedro Vera                | 6                     |
| Rodrigo Cortés            | 6                     |
| Valeria Ros               | 6                     |
| Virginia Riezu            | 6                     |
| Gonzalo de Castro         | 5                     |
| Juan Carlos Ortega        | 5                     |
| Juanma López Iturriaga    | 5                     |
| Laura Márquez             | 5                     |
| Leonor Watling            | 5                     |
| Llum Barrera              | 5                     |
| Marta Fernández Vázquez   | 5                     |
| Miguel Martín             | 5                     |
| Mónica Carrillo           | 5                     |
| Nathalie Seseña           | 5                     |
| Paco Calavera             | 5                     |
| Susi Caramelo             | 5                     |
| Alberto Casado            | 4                     |
| Angy Fernández            | 4                     |
| Arturo González-Campos    | 4                     |
| Daniel Guzmán             | 4                     |
| David Navarro             | 4                     |
| Elena Furiase             | 4                     |
| Ernesto Sevilla           | 4                     |
| Esteban Navarro           | 4                     |
| Hovik Keuchkerian         | 4                     |
| Ingrid García-Jonsson     | 4                     |
| Iñaki Urrutia             | 4                     |
| Ismael Serrano            | 4                     |
| Jorge Ponce               | 4                     |
| José Corbacho             | 4                     |
| Juanjo Pardo              | 4                     |
| Kira Miró                 | 4                     |
| Lalo Tenorio              | 4                     |
| Marc Giró                 | 4                     |
| Marta Márquez             | 4                     |
| Melani Olivares           | 4                     |
| Miki Esparbé              | 4                     |
| Pablo Ibarburu            | 4                     |
| Raquel Martos             | 4                     |
| Raúl Pérez                | 4                     |
| Rober Bodegas             | 4                     |